# Aminoddole Carvansarai
Aminoddole Plaza (Persa:  تیمچه امین الدوله -Timche-Aminoddole) es una de las varias plazas y quizás la más majestuosa dentro del gran Bazar de Kashan, Irán.[cita requerida]
El sitio había sido diseñado principalmente para comercio de mercancías, pero en los últimos tiempos también se utiliza para algunas ceremonias religiosas importantes. La más importante es la de Muharram, durante la cual los Hai'ats entran en el lugar y cantan elegías sobre los acontecimientos trágicos que le ocurrieron a Hussain, el tercer Imam de Shi'un, y sus parientes cercanos de Karbala en el día de la Ashura. Solía ser un sitio importante a lo largo de la Ruta de la Seda. Sus cámaras servían tradicionalmente como lugar de comercio de alfombras tejidas por los kashaníes o de alfombras traídas de otras ciudades. En la plaza de Timche también hay algunas tiendas de antigüedades y casas de té.